# Dave Robertson (homme politique britannique)
Pour les articles homonymes, voir Robertson.
Dave Robertson est une personnalité politique, député du Parti travailliste britannique.

## Biographie
Il est député depuis 2024 pour Lichfield dans le Staffordshire.